# Chồn bạc má nam
Chồn bạc má Nam (Melogale personata), còn được gọi là chồn bạc má Miến Điện hay chồn bạc má răng lớn, là một loài họ Chồn có nguồn gốc ở Đông Nam Á.

## Mô tả
Chồn bạc má Nam có chiều dài đầu và thân từ 35–40 cm, chiều dài đuôi 15–21 cm và trọng lượng cơ thể từ 1,5–3 kg. Bộ lông từ nâu vàng đến nâu sẫm, với một sọc trắng ở lưng. Khuôn mặt được đánh dấu bằng các mảng màu đen và trắng, những mảng này là độc nhất đối với mỗi cá thể. Phần sau của đuôi có màu trắng.

## Phân loài
Ba phân loài được công nhận:
- M. p. personata, đông bắc Ấn Độ và Bangladesh đến nam Miến Điện và Thái Lan
- M. p. nipalensis, Nepal
- M. p. pierrei, Campuchia, nam Trung Quốc, Lào và Việt Nam